# Уст Лабинск
Уст Лабинск (на руски: Усть-Лабинск) е град в Русия, административен център на Уст Лабински район, Краснодарски край. Населението му през 2010 година е 43 270 души.

## Население
Населението на града през 2010 година е 43 270 души. През 2002 година населението на града е 43 824 души, от тях:
- 40 113 (91,5 %) – руснаци
- 1360 (3,1 %) – арменци
- 843 (1,9 %) – украинци
- 219 (0,5 %) – германци
- 186 (0,4 %) – беларуси
- 95 (0,2 %) – татари
- 89 (0,2 %) – грузинци
- 83 (0,2 %) – адигейци
- 74 (0,2 %) – гърци
- 57 (0,1 %) – цигани